# DICOM

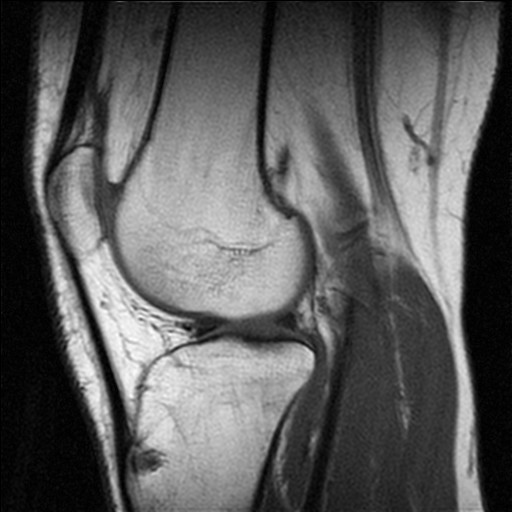
Kolano widziane w zapisie RM

DICOM, obrazowanie cyfrowe i wymiana obrazów w medycynie (ang. Digital Imaging and Communications in Medicine) – norma opracowana przez ACR (American College of Radiology) i NEMA (National Electrical Manufacturers Association) dla potrzeb ujednolicenia wymiany i interpretacji danych medycznych reprezentujących lub związanych z obrazami diagnostycznymi w medycynie. DICOM znajduje zastosowanie głównie w przetwarzaniu obrazów tomografii komputerowej (TK), obrazowania metodą rezonansu magnetycznego (RM), pozytonowej tomografii emisyjnej (PET), cyfrowej angiografii subtrakcyjnej (DSA), cyfrowej radiografii konwencjonalnej (CR), radiografii cyfrowej (DR) oraz wszystkich wykorzystujących technologie cyfrowe badań o wysokiej rozdzielczości obrazu. Dane w formacie DICOM mają dużą objętość, wymagają specjalnego oprogramowania i sprzętu komputerowego, a także łączy o wysokiej przepustowości, za to pozwalają zachować wysoką jakość obrazu. Stosowanie normy DICOM umożliwia, między innymi, funkcjonowanie teleradiologii.

## Historia

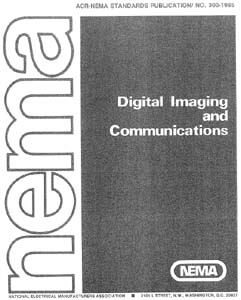
Strona tytułowa ACR/NEMA v1.0 wydana w 1985 r.

Intensywny rozwój tomografii w latach siedemdziesiątych sprawił, że pojawiło się wiele nowoczesnych maszyn. Korzystanie z obrazów wygenerowanych przez ówczesne maszyny sprawiało trudności w środowisku medycznym, sposób interpretacji był zależny od producenta danego sprzętu. Radiolodzy czy fizycy medyczni potrzebowali obrazowania np. do ustalania dawki promieniowania podczas radioterapii. Pojawiła się więc potrzeba ujednolicenia informacji medycznych. Zwykłe pliki graficzne (jak np. jpg, png, gif) nie sprawdzały się w tej dziedzinie. Poprawna interpretacja obrazu wymagała dodatkowych parametrów, w celu zminimalizowania ryzyka postawienia błędnej diagnozy. ACR (American College of Radiology) i NEMA (National Electrical Manufactures Association) połączyło swoje siły i w 1983 roku rozpoczęło pracę nad standardem, który miał rozwiązać ten problem.. Jego pierwsza wersja zwana ACR-NEMA 1.0 (od American College of Radiology i National Electrical Manufacturers Association) została opublikowana 2 lata później. Wersja określiła format danych, zastosowaną transmisję „Point-to-point” oraz pierwsze słowniki komunikatów. Standard zawierał wiele błędów i niejasności, a także pewnych niespójności wewnętrznych, więc zaraz po opublikowaniu okazało się, że konieczne są liczne poprawki. Po 3 latach powstała druga, ulepszona wersja, znacznie lepiej dostosowana do pracy ze sprzętem medycznym. Pierwszy pokaz ACR/NEMA v2.0 odbył się na Uniwersytecie Georgetown, 21–23 maja 1990 roku. Sześć firm uczestniczyło w tym wydarzeniu: DeJarnette Research Systems, General Electric Medical Systems, Merge Technologies, Siemens Medical Systems, Vortech oraz 3M. Wersja rozszerzona była o bardziej precyzyjne definicje protokołów software’owych oraz standaryzację zbioru komunikatów. Sprzęt wykorzystujący ARC/NEMA v2.0 został zaprezentowany na corocznym spotkaniu towarzystwa Radiologicznego Ameryki Północnej (RSNA) w 1990 roku. Praktyczne zastosowanie odkryło nowe błędy i konieczność zmian. Od tego czasu powstawało wiele rozszerzeń do standardu takich jak Papyrus (opracowany przez University Hospital w Genewie) czy SPI (Standard Product Interconnect), wprowadzony przez Siemens Medical Systems i Philips Medical Systems. Wdrożenie standardu ARC/NEMA na dużą skalę miało miejsce w 1992 roku. Stało się tak za sprawą Armii Stanów Zjednoczonych. W 1993 roku trzecia wersja została wydana, zaczęła funkcjonować pod nazwą DICOM. Od tamtego czasu jest stale aktualizowana i rozszerzana.

## Części standardu
Standard DICOM był podzielony na 20 powiązanych ze sobą, lecz oddzielnych części. Obecnie funkcjonuje tylko 18.

## Strategie rozwoju
DICOM jest bardzo rozbudowanym standardem, ponieważ musi sprawdzać się we wszystkich gałęziach medycyny. Dlatego też jest rozwijany przez 30 różnych grup roboczych (WG – ang. workgroup), odpowiadających za różne dziedziny.

### WG-01 Informacje o sercu i naczyniach krwionośnych (Cardiac and VascularInformation)
Zajmuje się standardem wymiany informacji dotyczącym układu sercowo-naczyniowego. Pozostaje w ścisłej współpracy z WG-02 dotyczącej rentgenowskich obrazów angiograficznych, z WG-08 odnośnie do struktury raportów oraz z WG-12 przy ultrasonografii.

### WG-02 Projekcjaradiografiiiangiografii(Projection Radiography and Angiography)
Rozwija i utrzymuje obiekty w zakresie obrazów 2D i 3D promieniowania rentgenowskiego (ogólne radiografii, angiografii, kardiologii, radiologii neuroradiologii, radio-fluoroskopii), technicznych sprawozdań i informacji klinicznych, powiązanych z pacjentami i personelem medycznym pracującym z użyciem promieni rentgenowskich.

### WG-03Medycyna nuklearna(Nuclear Medicine)
Opracowuje standardy wymiany informacji cyfrowych w dziedzinie medycyny nuklearnej i obrazów PET (Positron Emission Tomography).

### WG-04 Kompresja (Compression)
Umożliwia różne rodzaje kompresji (JPG, RLE) standardu DICOM. Doradza innym zespołom w sprawach stosowania kompresji w aplikacjach i obiektach w formacie DICOM.

### WG-05 Nośniki wymiany danych (Exchange Media)
Rozwija standard DICOM w dziedzinie nośników wymiany danych.

### WG-06 Podstawa standardu (Base Standard)
Utrzymuje spójność standardu DICOM. Obowiązki tej grupy obejmują:
- proces utrzymania standardu – poprawki i drobne zmiany,
- zapewnienie koordynacji technicznej i wytycznych dla wszystkich grup roboczych (przegląd i oficjalne zatwierdzenie),
- rozwój dodatków do normy związanych z wydrukiem, zarządzaniem obrazem itp.,
- koordynacji działań na rzecz rozwoju standardu z CEN, JIRA, ISO i Medis DC,
- współpraca z NEMA odnośnie do publikacji DICOM,

### WG-07Radioterapia(Radioteraphy)
Rozwija i utrzymuje obiekty DICOM dotyczących radioterapii dla różnych metod leczenia (np. brachyterapia, terapia jonowa). Zajmuje się także promowaniem i wdrażaniem w branży.

### WG-08 Strukturyzacja raportów (Structured Reporting)
Rozwija i utrzymuje strukturę raportów DICOM. Współpracuje z innymi zespołami oraz komitetami do spraw rozwoju norm odnośnie do specyfikacji raportów i innych dokumentów na podstawie ogólnych specyfikacji SR.

### WG-09Okulistyka(Ophthalmology)
Rozwiązuje problemy związane z obrazowaniem i raportowaniem bazujących na obrazach badań okulistycznych.

### WG-10 Doradztwo strategiczne (Strategic Advisory)
Opracowuje rozwiązania problemów i różne możliwości rozwoju standardu DICOM, w celu współpracy z innymi organizacjami, zajmującymi się opracowaniem norm. Przegląda standardy i technologie z dziedzin takich jak opieka zdrowotna, obrazowanie biomedyczne, handel, telekomunikacja czy informatyka. Zajmuje się i rozwija plan długoterminowej strategii DCS (DICOM Standards Committee)

### WG-11 Standardy wyświetlania (Display Function Standard)
Rozwija sposób wyświetlania i prezentacji danych.

### WG-12Ultrasonografia(Ultrasound)
Rozszerza standard DICOM na potrzeby badań USG oraz echokardiografii. Obejmuje to aspekty pozyskiwania informacji w trakcie pracy, wymiany danych uzyskanych z obrazów oraz pomiarów fizjologicznych.

### WG-13 Światło widzialne (Visible Light)
Umożliwia rozwój standardu w zakresie stałego i ruchomego światła widzialnego, generowanego przez endoskopy, mikroskopy, aparaty fotograficzne i w razie potrzeby proponuje nowe standardy i ulepszenia.

### WG-14 Bezpieczeństwo (Security)
Opracowuje rozszerzenia DICOM, dotyczące szczegółów technicznych, które mają na celu zapewnienie bezpiecznej wymiany informacji.

### WG-15Mammografiai CAD (Mammography and CAD)
Odpowiada za rozszerzenia DICOM wspomagające obrazowanie piersi oraz strukturę sprawozdań z wyników programowania wspieranego komputerowo (CAD).

### WG-16Rezonans magnetyczny(Magnetic Resonance)
Rozbudowuje i ulepsza standard w zakresie rezonansu magnetycznego. Obserwuje nowe osiągnięcia i aktualizuje standard.

### WG-17 3D
Rozszerza standard DICOM o możliwość pracy z obrazami 3D oraz innymi wielowymiarowymi strukturami danych, wymagających uwzględnienia czasu, przestrzeni i pomiaru innych wartości fizycznych.

### WG-18 Badania kliniczne i edukacja (Clinical Trials and Education)
Pracuje nad rozszerzeniem standardu DICOM do wspierania badań klinicznych i badań za pomocą obrazów.

### WG-19Dermatologia(Dermatology)
Zespół tymczasowo nieaktywny.

### WG-20 Integracja pomiędzy standardami obrazowania medycznego (Integration of Imaging and Information Systems)
Rozwija standard DICOM i HL7 pod względem informacji czerpanej z obrazów w obszarach, gdzie ich zastosowanie ma niezwykle istotne znaczenie oraz koordynuje spójność tych standardów oraz współpracę między zespołami, które nad nimi pracują.

### WG-21Tomografia komputerowa(Computed Tomography)
Opracowuje i utrzymuje obiekty otrzymane w wyniku tomografii komputerowej tak, aby były zgodne ze standardem, w zakresie promieniowania rentgenowskiego, raportów technicznych i innych danych klinicznych. Ta grupa ma możliwość dalszych udoskonaleń w obszarze klinicznym interoperacyjności tomografii komputerowej.

### WG-22Stomatologia(Dentistry)
Rozwiązuje problemy dotyczące standardu DICOM w zastosowaniach stomatologicznych, dotyczy obrazowania i zastosowania w diagnostyce obrazowej, symulacji leczenia, poradnictwa leczenia i odnowy tkanek, używając projektowania wspomaganego komputerowo oraz komputerowego wspomagania wytwarzania (CAM). Do zadań grupy należy między innymi: zamawianie, nabywanie, przetwarzanie, przechowywanie, komunikacja i raportowanie.

### WG-23 Hosting aplikacji (Application Hosting)
Umożliwia i ujednolica współpracę pomiędzy oprogramowaniem i serwerem, na którym ono działa.

### WG-24 DICOM wchirurgii(DICOM in Surgery)
Praca nad standardem w celu umożliwienia przeprowadzania zdalnie kierowanych operacji (IGS Image-Guided Surgery).

### WG-25Weterynaria(Veterinary Medicine)
Rozwija standard DICOM, umożliwiając leczenie zwierząt.

### WG-26Patologie(Pathology)
Rozszerza standard DICOM o obsługę obrazów patologicznych (nie wyłączając cytopatologii, patologii chirurgicznej, klinicznej oraz autopsji).

### WG-27 Technologie Internetowe (Web Technology for DICOM)
Koncentruje się na wykorzystaniu technologii internetowych i stworzeniu rozszerzeń standardu, które umożliwią komunikację opartą na sieci web umożliwiającą dystrybucję obrazów medycznych, oglądanie i przetwarzanie, wewnątrz oraz pomiędzy przedsiębiorstwami. Zajmuje się również ułatwieniem integracji z innymi systemami opieki zdrowotnej. Do zadań tej grupy należy też koordynacja z innymi standardami normalizacyjnymi (HL7, IHE) w celu efektywnej współpracy informatycznej.

### WG-28 Fizyka (Physics Strategy)
Rozwija elementy wymagające szczegółowej wiedzy w zakresie fizyki, pracuje na rzecz fizyków medycznych. Służy jako łącznik, w celu ułatwienia pracy fizyków dotyczących obiektów DICOM.

### WG-29 Edukacja, komunikacja i popularyzacja (Education, Communication, and Outreach)
Celem tej grupy jest edukowanie w zakresie standardu DICOM (organizacja międzynarodowych konferencji, definiowanie wymagań), komunikacja z innymi grupami (opracowywanie dokumentów informacyjnych, dotyczących roli DICOM w opiece zdrowotnej, projektowanie i zarządzanie stroną internetową) oraz działania mające na celu informowanie o standardzie potencjalnych partnerów, w tym również pacjentów, pracowników służby zdrowia, polityków oraz osób, które mogą przysłużyć się rozwojowi standardu.

### WG-30 Obrazowanie domowych zwierząt (Small Animal Imaging)[6]
Grupa dopiero powstaje. Obrazowanie domowych zwierząt staje się coraz bardziej popularnym kierunkiem rozwoju, który obejmuje nowoczesne urządzenia do przetwarzania obrazu, a także wciąż rozwijane techniki leczenia zwierząt (znieczulenia, używanie gaz nośny oraz monitorowanie różnych parametrów fizjologicznych).

## Opis standardu
Standard DICOM powstał w celu odzwierciedlenia rzeczywistych informacji medycznych w postaci spójnego systemu informatycznego. Zezwala na grupowanie typów informacji danych zintegrowanych w zależności od wyszczególnionego wzorca. Umożliwia również usługi wymiany informacji (ang. Service Class Specifications), definiuje strukturę plików, reguły kodujące, pozwalające na strumieniowanie danych w sieci (ang. Data Structure and Semantics) oraz określa sposób katalogowania informacji dla komunikacji typu off-line. DICOM jest przystosowany do współpracy z nośnikami wymiennymi, takimi jak dyski CD czy MOD (ang. Magneto-Optical Disk).
Standard DICOM posiada bardzo rozbudowane mechanizmy wymiany obiektów, obrazów oraz sprawozdań diagnostycznych. Dodatkowo ułatwia współpracę systemów potwierdzających zgodność w środowiskach rozproszonych. Dostęp do danych oparty jest na popularnej architekturze klient – serwer, dzięki czemu jest dostosowany do współczesnych systemów sieciowych. DICOM różni się od innych, formatów danych tym, że składa się z różnych zbiorów. Przykładowo plik z RTG klatki piersiowej składa się nie tylko z samego obrazu, ale wewnątrz pliku zawiera również unikalny identyfikator pacjenta. Dane te są ze sobą powiązane, nie mogą zostać rozdzielone omyłkowo.
Obiekt w formacie DICOM jest wieloatrybutowy. Składa się z takich elementów takich jak imię, nazwisko, identyfikator pacjenta, a także ze specjalnego atrybutu, który zawiera dane obrazu wyrażone w pikselach. Oznacza to, że obiekt nie posiada nagłówka w formie listy atrybutów, w której jednym z nich jest obraz.
Pojedynczy obiekt DICOM może zawierać tylko jeden atrybut zawierający dane w formie pikseli, co sprowadza się do przechowywania jednego obrazu. Jednak taki atrybut może zawierać wiele klatek. Innym przykładem są dane wielowymiarowe, które również mogą zostać zawarte w pojedynczym obiekcie DICOM. W celu zmniejszenia objętości danych obraz może zostać skompresowany do różnych formatów takich jak JPEG, JPEG Lossless, JPEG 2000, czy Run-length encoding (RLE). Istnieje również możliwość kompresji całego pliku, co jest niezwykle rzadko stosowanym rozwiązaniem.

### Podstawowe struktury danych i reguły kodowania[9]
Dane zawarte w każdym pliku DICOM podzielone są na dwie części:
- część zawierającą informacje o pliku (Dicom-Meta-Information-Header),
- dane jednego obiektu Service-Object Pair Instance(Dicom-Data-Set).

Data Element – podstawowa jednostka danych opisywana za pomocą, służy do opisu atrybutów, składa się z minimum 3 pól:

Struktury danych w standardzie DICOM

- Data Element Tag – unikalny identyfikator, złożony z dwóch liczb: grupy i elementu grupy,
- Value Representation – typ danych umożliwiający poprawną interpretację,
- Value Length – rozmiar elementu,
- Value Field (opcjonalne) – pole z właściwymi danymi.

Data Set – zbiór informacji, czyli uporządkowany według identyfikatora strumień Data Elements
Basic Offset Table – tabelka wskaźników na poszczególne ramki, w wielokadrowym obrazie.
Data Element Type – służy do określenie czy model IOD lub SOP jest obowiązkowy, warunkowo obowiązkowy czy opcjonalny.
Item – zbiór wartości Data Elements, na jeden Item składa się kilka Data Sets. Z kolei one tworzą Sequence Of Items.
Transfer Syntax – zbiór reguł kodowania, które pozwalają jednoznacznie zidentyfikować technikę kodowania.

### Znaczniki
Znaczniki (Data Element Tag) określają dane dotyczące konkretnego badania. W jednym pliku występuje wiele znaczników, które są później odpowiednio interpretowane w przeglądarce DICOM. Składają się z ośmiu cyfr. Pierwsze cztery oznaczają grupę, następne zaś element. Poniższa tabela prezentuje najczęściej wykorzystywane znaczniki:
| Nazwa                     | Identyfikator | Typ danych | Opis                                     |
| ------------------------- | ------------- | ---------- | ---------------------------------------- |
| SpecificCharacterSet      | (0008,0005)   | CS         | Używana specyfikacja                     |
| InstitutionName           | (0008,0080)   | LO         | Miejsce wykonywania badania              |
| Manufacturer              | (0008,0070)   | LO         | Producent aplikacji                      |
| StationName               | (0008,1010)   | SH         | Nazwa urządzenia wykonującego badanie    |
| PatientID                 | (0010,0020)   | LO         | Identyfikator pacjenta                   |
| PatientsName              | (0010,0010)   | PN         | Nazwisko pacjenta                        |
| PatientsBirthDate         | (0010,0030)   | DA         | Data urodzin pacjenta                    |
| PatientsSex               | (0010,0040)   | CS         | Płeć pacjenta                            |
| PatientsAge               | (0010,1010)   | AS         | Wiek pacjenta                            |
| BodyPartExamined          | (0018,0015)   | CS         | Badana część ciała                       |
| StudyDate                 | (0008,0020)   | DA         | Data badania                             |
| PhotometricInterpretation | (0028,0004)   | CS         | Format zapisu obrazu                     |
| Rows                      | (0028,0010)   | US         | Wysokość zdjęcia (wyrażona w pikselach)  |
| Columns                   | (0028,0011)   | CS         | Szerokość zdjęcia (wyrażona w pikselach) |

Do znaczników zaliczane są także unikalne identyfikatory mogące określać np. rodzaj badania lub składnię transmisji. Składnia transmisji danych określa podstawy protokołu ich wymiany, opisując formę kodowania. Kodowanie atrybutu bez kompresji możliwe jest w DICOM przez stosowanie dwóch reprezentacji liczb 16-bitowych (2 bajty, z zakresu 0-65535) zastosowanych przy zapisie wartości liczbowych. Istnieją dwie możliwości określenie sposobów kodowania: Little Endian oraz Big Endian. Bez określenia jednego ze sposobów, mogą pojawić się problemy z otwieraniem plików DICOM.

### Typy danych
Value representation to pole podstawowej jednostki danych (Data Element), które umożliwia jej poprawną interpretację. Poniższa tabela zawiera wykorzystywane w standardzie typy danych wraz z krótkim opisem oraz rozmiarem.
| Nazwa | Opis                  | Rozmiar             |
| ----- | --------------------- | ------------------- |
| AE    | Application Entity    | 16 Bytes Maximum    |
| AS    | Age String            | 4 Bytes Fixed       |
| AT    | Attribute Tag         | 4 Bytes Fixed       |
| CS    | Code String           | 16 Bytes Maximum    |
| DA    | Date                  | 8 Bytes Fixed       |
| DS    | Decimal String        | 16 Bytes Maximum    |
| DT    | Date Time             | 26 Bytes Maximum    |
| FL    | Floating Point Single | 4 Bytes Fixed       |
| FD    | Floating Point Double | 8 Bytes Fixed       |
| IS    | Integer String        | 12 Bytes Maximum    |
| LO    | Long String           | 64 Bytes Maximum    |
| LT    | Long Text             | 10240 Bytes Maximum |
| OB    | Other Byte String     | Unlimited           |
| OF    | Other Float String    | Unlimited           |
| OW    | Other Word String     | Unlimited           |
| PN    | Person Name           | 64 Bytes Maximum    |
| SH    | Short String          | 16 Bytes Maximum    |
| SL    | Signed Long           | 4 Bytes Fixed       |
| SQ    | Sequence of Items     | Unlimited           |
| SS    | Signed Short          | 2 Bytes Fixed       |
| ST    | Short Text            | 1024 Bytes Maximum  |
| TM    | Time                  | 16 Bytes Maximum    |
| UI    | Unique Identifier     | 64 Bytes Maximum    |
| UL    | Unsigned Long         | 4 Bytes Fixed       |
| UN    | Unknown               | Unlimited           |
| US    | Unsigned Short        | 2 Bytes Fixed       |
| UT    | Unlimited Text        | Unlimited           |

W odniesieniu do reprezentacji danych, każdy atrybut zawiera pole Value Multiplicity, której zadaniem jest wskazanie liczby elementów, znajdującej się w atrybucie. Jeżeli w reprezentacji ciągu znaków koduje się więcej niż jeden element, kolejne oddzielone są znakiem backslash “\”.

### Wiadomości
Wiadomościami nazywamy zestawy informacji, które zostały w pewien sposób znormalizowane, wymieniane między medycznymi systemami informatycznymi. Opracowany ramowy model tworzenia wiadomości (MDF) składa się z:
- identyfikacji pacjenta (MEDPID),
- zaleceń odnośnie do metod leczenia (MEDPRE),
- żądania usługi medycznej (MEDREQ),
- raportu z badania (MEDPRT),
- informacji o koszcie badania i używanym sprzęcie (MEDRUC).

Wiadomości są klasyfikowane w różne typy, w zależności od przenoszonej treści, zbudowane są z segmentów danych. Każdy segment opisuje zbiór danych np. Message Header, Patient ID, Patient Visit itd. Każdy segment jest wyróżnialny poprzez unikalny identyfikator, zdefiniowany przez 3 pierwsze znaki. Segment jest zbiorem pól, będących łańcuchem znaków. Pole składa się z różnych elementów takich jak np. długość, typ danych, identyfikator.

### Model realnego świata

Kluczowym obiektem w modelu realnego świata jest pacjent, zdefiniowany jako osoba otrzymująca (lub zarejestrowana w celu otrzymania) usługi medycznej albo będąca przedmiotem badań służących innym celom (głównie naukowym).
Kolejnym ważnym elementem są badania, składające się z danych o pacjencie oraz z odbytych wizyt. Badania, które składają się z różnych procedur (ang. modality performed procedure steps), wraz ze sprzętem (ang. equipment) oraz punktem odniesienia (ang. frame of reference) składają się na serię danych, które służą do gromadzenia informacji uzyskanych w trakcie badania.
W skład serii danych wchodzą między innymi: obrazy (ang. images), odniesienia (ang. fiducials), dane nieprzetworzone (ang. raw data), pomiary (ang. measurements). Obiekty te mogą, ale nie muszą, składać się na serię danych.
Przykładem serii danych jest zestaw danych (slajdów) przedstawiających przekroje przez ciało pacjenta, otrzymane podczas rekonstrukcji danych tomograficznych dla konkretnych parametrów rekonstrukcji (np. rozdzielczość, odległość między przekrojami, filtr rekonstrukcji, czy parametry okna).

### Model informacji
Aby zachować spójność danych w standardzie DICOM sprecyzowano dokładny model informacji (IOD ang. Information Object Definition), który określa jakie informacje dany obiekt ma zawierać. Znormalizowany IOD to model informacji, który w ogólności prezentuje wystąpienie pojedynczej encji modelu świata rzeczywistego. Każdy IOD grupuje dane w tematycznych zbiorach, zwanych Entities oraz podzbiorach, czyli modułach. Każdy z modułów jest tworzony poprzez zbiór atrybutów, które opisują właściwości obiektów.
IOD składa się z następujących sekcji:
- opis – zawiera opis świata rzeczywistego, który jest reprezentowany przez IOD oraz informacje co do zakresu prezentowanego obiektu,
- diagram encji-związków – ta sekcja prezentuje zależności pomiędzy rzeczywistymi obiektami,
- moduł tabeli – definiuje w formie tabelarycznej własności każdego modułu: nazwę, grupę funkcyjną, wykorzystanie (obowiązkowe, opcjonalne),
- przegląd treści modułów (opcjonalny) – tabele w tej sekcji zawierają przegląd modułów stosowanych w całym IOD.

Oprócz zdefiniowania obiektu danych, należy skojarzyć z nim element usługi (Service Element). Obiekty Service-Obiect Pair (SOP) łączą dane z serwisami i definiują usługi, które są związane z IOD. Obiekty SOP realizowane są przez firmy tworzące swoje aplikacje współpracujące ze standardem DICOM. Service-Obiect Pair służą odo komunikacji pomiędzy aplikacją a urządzeniem, które wykonuje badania. Niestety elementy te czasem nie zostają ujawnione przez producentów, a bez ich znajomości nie można realizować współpracy między sprzętem badawczym i systemem komputerowym, który zajmuje się diagnozą. Standard DICOM wprowadza różne techniki umożliwiające jednoznaczną identyfikację oraz ochronę danych, pozwalające na sprecyzowanie zależności między danymi np. podczas transmisji przez sieć.

## Używane systemy kolorów[18]
Aplikacje DICOM w zależności od potrzeb, korzystają z różnych reprezentacji kolorów. Możemy wyróżnić systemy kolorów trójwymiarowe oraz indeksowane. W modelu przestrzennym

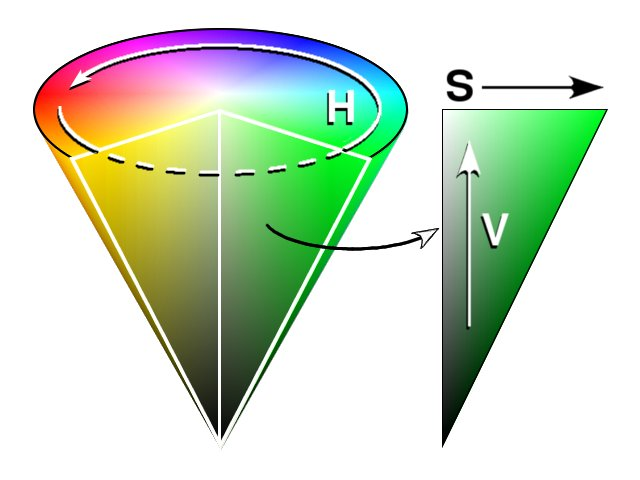
System kolorów HSV

określenie współrzędnych jednoznacznie wyznaczy kolor. Poniżej lista często używanych w standardzie DICOM systemów:
- monochrome1 – skala szarości, w której najmniejsza wartość jest przypisana do koloru białego,
- monochrome2 – skala szarości, w której najmniejsza wartość jest przypisana do koloru czarnego,
- RGB – system kolorów opisywany trzema macierzami wartości, podstawowymi kolorami są czerwony (ang. Red), zielony (ang. Green) i niebieski (ang. Blue),
- HSV (ang. Hue Saturation Value)- system kolorów opisany trzema macierzami wartości, o parametrami takich jak: barwa, nasycenie oraz wartość,
- ARGB – system kolorów opisywany czterema macierzami wartości, parametr A jest wartością przezroczystości,
- CMYK – system kolorów opisywany czterema macierzami wartości, gdzie parametry stanowią kolory: błękitny (ang. Cyan), różowy (ang. Magenta), żółty (ang. Yellow) oraz czarny (ang. Kontur lub Key colour),
- YUV – system kolorów opisywany trzema macierzami wartości, gdzie parametrami są: luminacja (Y) i chrominancja (U, V).

Interpretacji kolorów dokonuje się za pomocą tablic przejść wartości użytecznych (VOI LUT). Stanowią definicje modułu danych, który dopasowuje wartości przechowywane do tych, które mają być wyświetlone. Niezwykle ważna jest prezentacja klatek posiadających odpowiednią wielkość, które są sformatowane tak, aby przedstawić jak najwięcej ważnych informacji w sposób czytelny. Okno definiuje się za pomocą dwóch parametrów: położenie punktu środkowego oraz szerokość okna.
Oprócz VOI LUT stosowane się także tablice przejść urządzeń M-LUT, czyli moduł danych określający parametry, które umożliwiają przejścia między wartościami zapisanymi w macierzy a wartościami właściwymi dla danej metody diagnostycznej.

## DICOM w medycynie

### Dziedziny medycyny wykorzystujące DICOM
Standard jest szeroko stosowany niemal w każdej dziedzinie medycyny. Wykorzystywany jest do rejestrowania m.in. badań:
- radiologicznych,
- kardiologicznych,
- onkologicznych,
- dentystycznych,
- chirurgicznych,
- neurologicznych,
- mammograficznych,
- radioterapii,
- okulistycznych,
- patologicznych,
- weterynaryjnych,
- pneumonologii.

### Przykładowe badania wykorzystujące DICOM
W dzisiejszych czasach trudno wyobrazić sobie nowoczesną medycynę bez standardu DICOM i systemów PACS. DICOM znajduje zastosowanie w przetwarzaniu obrazów np:
- tomografii rezonansu magnetycznego,
- tomografii komputerowej,
- cyfrowej angiografii subtrakcyjnej,
- cyfrowej radiografii konwencjonalnej,
- pozytonowej tomografii emisyjnej.

### Zalety wykorzystywania standardu
Obraz zapisany w formacie DICOM zajmuje ponad 30MB i może zawierać ok. 12 000 różnych wskaźników zwanych tagami. Obrazy cyfrowe oraz ich komputerowa analiza mają mnóstwo zalet:
- zdjęcia otrzymywane są w bardzo krótkim czasie,
- pozwala zmniejszyć i lepiej dopasować dawkę promieniowania[21],
- możliwość edycji zdjęcia (regulacja kontrastu, jasności, łatwe powiększenie problematycznych obszarów, przycinanie),
- łatwość przechowywania i wyszukiwania obrazów na dysku,
- brak potrzeby wprowadzania tych samych danych dla każdego badania (minimalizuje to ryzyko błędu),
- możliwość elektronicznej wymiany danych pomiędzy różnymi klinikami, a także między różnymi gabinetami w jednym budynku – brak konieczności wydruku i fizycznego dostarczenia pliku.

### Wady standardu DICOM
Pomimo tego, że standard jest szeroko stosowany i jest efektem pracy ogromnej ilości ludzi posiada pewne wady:
- zbyt wiele pól można wprowadzić opcjonalnie, co w efekcie końcowym może dać niepełny i niespójny obraz[22],
- niektóre obrazy są niekompletne, ponieważ zawierają puste pola lub błędnie wprowadzone dane,
- czasem pojawiają się problemy z wyświetleniem obrazu na sprzęcie innego producenta i należy ręcznie zmieniać parametry[23],
- brak metod uwierzytelniania i szyfrowania danych[24].

## Oprogramowanie używające standardu DICOM

### Darmowe
- GDCM – Grass root dicom.
- dcmtk – DICOM Toolkit.
- Osirix – przeglądarka DICOM dla Mac OS X.
- dcm4che – implementacja standardu DICOM w Javie.
- Imebra – wersje GPL i komercyjna. Wsparcie dla grafiki, ale bez obsługi sieci.
- MiPAV – stworzony w Javie, multiplatformowy program do analiz wyników tomografii
- TeleDICOM – system zdalnych konsultacji diagnostycznych w czasie rzeczywistym, opracowany na Katedrze Informatyki AGH w Krakowie. Zobacz: Polski wynalazek ratuje życie na odległość.
- MicroDicom – aplikacja służąca do przetwarzania obrazów DICOM, wyposażona w jedne z najbardziej popularnych narzędzi do manipulacji obrazem w tym standardzie, ma bardzo intuicyjny interfejs użytkownika.
- DICOM Viewer – pozwala przeglądać obrazy, powiększać, umożliwia widok z różnych perspektyw, wspiera odczytywanie metadanych.

### Komercyjne
- eFILM VIEWER. merge.com. [zarchiwizowane z tego adresu (2009-02-08)].
- LEADTOOLS DICOM PACS Framework
- PacsDrive DICOM Archiving
- rsr2 – uniwersalna polska przeglądarka obrazów w formacie DICOM.
- TRIANA – program umożliwia pracę z badaniami RTG w formacie DICOM: zdjęcia RTG punktowe, pantomografia, tomografia CBCT.
- Jivex vosus.com
- RadiAnt DICOM Viewer – wydajna przeglądarka, udostępnia wiele podstawowych narzędzi do manipulacji obrazem, umożliwia eksport do obrazów i filmów.
- ArView - przeglądarka DICOM z archiwum PACS oraz certyfikatem wyrobu medycznego.